# 猿渡知
猿渡 知（さわたり さとる、1985年8月2日 - ）は、日本の元ラグビー選手。現在ジャパンラグビーリーグワン宗像サニックスブルースのマネージャー兼採用を務めている。

## プロフィール
- 長崎県長崎市出身[1]。
- ポジションはスクラムハーフ(SH)。
- 身長 166 cm、体重 78 kg
- ニックネームはサル。

## 来歴
6歳からラグビーを始めた。
2004年、長崎南山高校卒業後、帝京大学に入る。なお長崎南山高校時代、主将を務め、高校日本代表候補に選ばれたことがある。
2008年、帝京大学卒業後、ホンダヒートに加入。同年10月18日に行われたトップウェストA第3節の大阪府警察戦に途中出場で公式戦初出場を果たした。
2009年、神戸製鋼コベルコスティーラーズに加入。
2015年、宗像サニックスブルースに加入。
2024年、